# Harem (Film)
Harem ist ein französisches Filmdrama von Arthur Joffé aus dem Jahr 1985. In dem Film wird die Amerikanerin Diane in den Harem eines arabischen Scheichs entführt, Die Hauptrollen spielten Nastassja Kinski und Ben Kingsley. 

## Handlung
Die Brokerin Diane lebt in New York und geht ganz in ihrer Arbeit auf. Eines Tages wird sie unter Drogen gesetzt und betäubt. Diane wacht in einem Hamam voller Frauen und Kinder auf, wo sie von dem Eunuchen Massoud zwangsweise entkleidet und gebadet wird. Schnell muss Diane erkennen, dass sie in einem Harem gefangen ist, wobei sie sich mit den dort lebenden Frauen sprachlich nicht verständigen kann. Als Diane erfolgreich einen Fluchtversuch unternimmt, muss sie deprimiert feststellen, dass sie mitten in der Wüste ist und eine Flucht nur ihren sicheren Tod bedeuten würde. So kehrt sie in das Anwesen und in den Harem zurück.
Dort lernt sie Zelide kennen, die ihre Sprache spricht und ihr erklärt, dass sie sich im Haus eines Mannes namens Selim Ben Taraq befindet, der ein arabischer Prinz ist. Die Haremsvorsteherin Affaf entscheidet, wann welche Frau des Harems zu Selim geführt wird. Schließlich kommt der Tag an dem Diane an der Reihe ist. Als Selim eröffnet, dass er sie lange beobachtet und entführt hat, greift sie ihn mit einem Dolch an, doch Selim wehrt den Angriff ab und konfrontiert Diane damit, dass sie "kein erfülltes Leben" geführt habe, auch habe sie keine Liebe gekannt. Selim schickt sie zurück in den Harem. 
Eines Tages nimmt Selim Diane mit seinem Sportwagen zu einer Reise ans Meer mit, wobei Diane fragt, wie viele Kamele sie denn wert sei. Selim scherzt, der heutige Tageskurs sei 37. Sie fahren in ein Hotel und checken ein. Als sie später allein im Zimmer sind sie ruhig beinander sitzen, provoziert Diane schließlich Selim, indem sie ihre Brüste entblößt, worauf er sie berührt und die beiden miteinander schlafen. Kurz darauf nimmt sie den Schlüssel von Selims Sportwagen und verlässt das Hotel. Doch Diane flieht nicht, sondern fährt zu Selims Palast, ehe sie schließlich ins Hotel zurückkehrt. Selim eröffnet ihr, dass die Frauen im Harem nicht seine Lustgespielinnen sind, sondern vielmehr zu seiner Familie gehören und er mit den meisten aufgewachsen sind. Auch die Kinder sind nicht seine. Diane verliebt sich schließlich immer mehr in Selim.
Die Rückkehr sorgt für Überraschungen. Fremde Männer halten sich in Selims Räumen auf, vergnügen sich mit seinen Frauen und benutzen respektlos sein Eigentum. Der Anblick, wie ein Mann sich im Hamam die Zähne putzt und ins Wasser spuckt, beleidigt Selim so sehr, dass er den Mann erschießt. Er sagt seinem Diener, dass er jeden erschießen solle, der hier eindringt.
Selims Onkel ist inzwischen gestorben, und es gibt niemanden, der für Ordnung sorgt. Da öffnen die Frauen die Tore für Fremde. Selim wird klar, dass er den Frauen Beachtung schenken muss, wenn er die Tradition fortführen will. Auch Diane sieht ein, dass es so kommen muss. Schweren Herzens verlässt sie Selim und kehrt nach New York zurück, während Selim seine erste Frau wählt. Er will sich erneut auf eine Reise begeben. Davor geht er noch durch seinen Palast. Als er durch das Bad wandert, wird er von seinem Diener als Eindringling wahrgenommen und erschossen.

## Kritiken
Die Zeitschrift Time Out schrieb, der Film hätte auf eine interessante Weise den Zusammenstoß verschiedener Kulturen zeigen können. Er entwickle sich jedoch zum „lustlosen“ Drama, in dem es vorwiegend darum gehe, ob ein Paar zusammenbleibe oder nicht. Das Ende sei „komplett flach“. Die Kulissen und die Kameraarbeit wurden gelobt, der Film insgesamt jedoch als „wenig inspiriert“ bezeichnet.
Die Zeitschrift prisma schrieb, der Film thematisiere den „Gegensatz zwischen westlicher und orientalischer Kultur“. Er spiele nicht „den fortschrittlichen Westen gegen den rückständigen Osten aus, sondern lässt beide Welten zu ihrem Recht kommen“. Die Bilder wurden als „verschwenderisch“ gelobt.

„Die Absicht, die Aussöhnungsversuche zweier gegensätzlicher Weltauffassungen in einem aufwendigen Unterhaltungsfilm darzustellen, scheitert an den Mängeln von Drehbuch und Inszenierung. Sie lassen weder den angestrebten Tiefsinn noch Spannung aufkommen.“

## Auszeichnungen
César Awards (1986)
- Bestes Kostümdesign, für Olga Berluti und Catherine Gorne-Achdjian (gewonnen)[4]
- Bestes Poster (gewonnen)[4]
- Bestes Debüt, für Arthur Joffé (nominiert)[4]
- Beste Kamera, für Pasqualino De Santis (nominiert)[4]
- Bester Sound, für Dominique Hennequin und Pierre Gamet (nominiert)[4]